# GameStop
GameStop is een Amerikaans retailer van computerspellen, consumentenelektronica en merchandise.
Het bedrijf heeft in 2023 ruim 4400 winkels in de Verenigde Staten, Canada, Australië, Nieuw-Zeeland en Europa, die worden uitgebaat onder de namen GameStop, EB Games, ThinkGeek en Micromania. Naast fysieke winkels is GameStop ook eigenaar van het tijdschrift Game Informer. Het Europese hoofdkantoor ressorteert onder een aparte dochteronderneming, GameStop Deutschland GmbH te Memmingen, Duitsland.

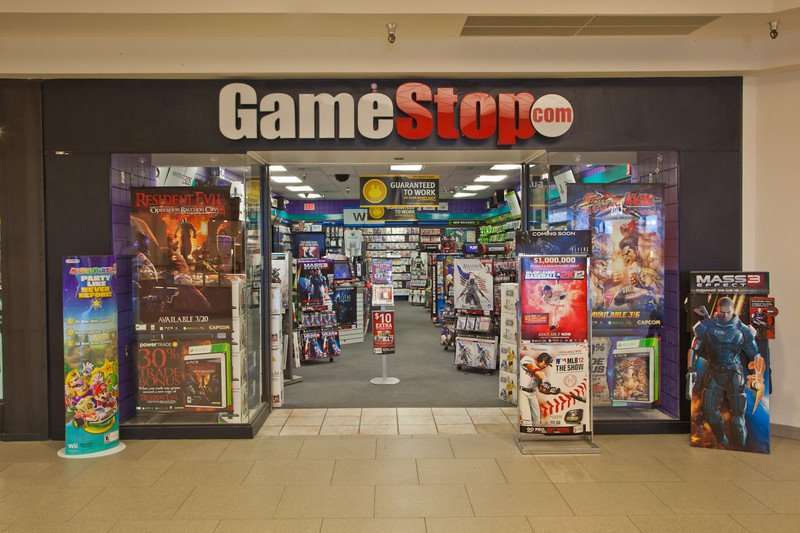
Een winkel van GameStop.

## Geschiedenis
In 1984 opende het bedrijf de eerste winkel in het Amerikaanse Dallas's North Park Center onder de naam Babbage's, een verwijzing naar Charles Babbage. Het bedrijf begon spellen te verkopen voor de Atari 2600, een destijds populaire spelcomputer. In 1987 werd het assortiment uitgebreid met Nintendo-spellen. Babbage's werd in 1988 een beursgenoteerd bedrijf.
In oktober 1999 kocht boekhandelketen Barnes & Noble het bedrijf voor een bedrag van US$ 215 miljoen. Het nam ook Funco over, die in december 2000 werd hernoemd naar GameStop, Inc. in aanloop voor een beursgang in februari 2002. GameStop behield een grootaandeel tot oktober 2004, waarna het een onafhankelijk bedrijf werd.
In 2005 kocht het EB Games voor een bedrag van US$ 1,44 miljard. Het bedrijf breidde hiermee uit naar Europa, Canada, Australië en Nieuw-Zeeland. In 2008 werden de winkels van Free Record Shop in Noorwegen overgenomen en ingericht voor de verkoop van computerspellen. In datzelfde jaar nam het ook het Franse Micromania over, die eigenaar was van 332 winkels.
Doordat de markt voor computerspellen steeds meer verschuift naar een digitaal aanbod, zoals via platforms als Xbox Live, PlayStation Network, Nintendo eShop en Steam, kreeg GameStop het steeds moeilijker. Het bedrijf zag een daling in de verkoop van ruim 16% aan het eind van 2016.
Als gevolg van een gedaalde aandelenprijs en opnieuw een daling in de verkoop, was GameStop gedwongen om 150 winkels te sluiten in 2017. Het gaf aan om 65 nieuwe winkels te openen, gericht op technologiemerken en verzamelobjecten, vanwege een groei in deze markt.
In 2018 werd de grootste financiële klap voor het bedrijf genoteerd. Het maakte een verlies bekend van US$ 673 miljoen.
Meerdere winkels werden in 2019 aangepast die gericht zijn op e-sport en retro-gaming. Er kwam ruimte om games eerst uit te proberen voor aanschaf. In datzelfde jaar werden meerdere reorganisaties doorgevoerd en winkels gesloten.

## Sterke beursstijging begin 2021
Tijdens de COVID-19-pandemie in 2020 nam de populariteit van het spelen van computerspelletjes toe. Ook de aandelenkoers van Gamestop profiteerde hiervan, hoewel veel winkels gesloten moesten blijven. Begin 2021 steeg de koers van het aandeel. De reden hiervoor zou de intrede zijn van de activistische investeerder Ryan Cohen, die Gamestop sterker wil positioneren in de online distributie van videospelletjes. 
Gevoed door discussies op Twitter en het internetforum Reddit stapten veel kleine beleggers in het aandeel. Eerder waren hedgefondsen short gegaan op de effecten van Gamestop, omdat zij dalende aandelenkoersen verwachtten en daarvan wilden profiteren. In de botsing met de prijsgedreven vraag van kleine beleggers gold voor veel short sellers dat ze wegens gebrek aan garantiekapitaal gedwongen werden hun posities te liquideren door aandelen tegen elke prijs terug te kopen, en/of waren ze niet bereid het risico te lopen van een nog groter verlies. De koers van het aandeel steeg van $20 op 12 januari tot meer dan $480 op 28 januari. Op 3 februari was de koers al weer gezakt tot $90.
Onderzocht werd of er sprake was van marktmisbruik.Alle aanklachten zijn echter ingetrokken of onontvankelijk verklaard.
Ben Mezrich schreef in 2021 hierover het boek The Antisocial Network. Dit werd in 2023 verfilmd als Dumb Money.